# 戸田中央総合病院
戸田中央総合病院（とだちゅうおうそうごうびょういん）は、埼玉県戸田市にある病院である。地域がん診療連携拠点病院を取得している。2021年（令和3年）7月時点で、一都四県下に29の病院と6つの老人保健施設のほか、特別養護老人ホーム、クリニック、健診センター、訪問看護ステーションなど、合計120か所の関連事業所を展開する、戸田中央医科グループ (TMG, Toda Medical Group) の中核施設である。

## 概要
1962年（昭和37年）8月に病床数29で開院した。1965年（昭和40年）1月に医療法人社団米寿会戸田中央総合病院に組織を変更し、同年に病床数131となり総合病院として認可を得、同年12月に総合病院戸田中央病院と名称を改めた。1982年（昭和57年）4月に現在の医療法人社団東光会戸田中央総合病院に組織を変更した。2007年（平成19年）に新病棟（A館）が竣工して病床数402となった。2013年（平成25年）にD館が竣工して病床数462となり、2015年（平成27年）7月に旧病棟を刷新して病床数492とした。2015年（平成27年）4月に国から「がん診療連携拠点病院」として指定され、2020年（令和2年）3月27日に埼玉県から埼玉県災害拠点病院に指定された。

## 診療科
- 内科
- 消化器内科
- 心臓血管センター内科
- 神経内科
- 腎臓内科
- 呼吸器内科
- 緩和医療科
- 外科
- 消化器外科
- 呼吸器外科[6]
- 乳腺外科
- 心臓血管センター外科
- 脳神経外科
- 整形外科
- 泌尿器科
- 移植外科
- 眼科
- 小児科
- 耳鼻咽喉科
- 皮膚科
- 形成外科
- 美容外科
- 放射線科
- ICU/CCU
- 救急科
- 病理診断科
- メンタルヘルス科
- 麻酔科・ペイン外来

### 専門外来
- いびき・睡眠時呼吸障害外来
- 耳鼻咽喉科・音声外来
- ストーマ外来
- フットケア・CLI外来
- 禁煙外来
- 呼吸器・咳外来
- 喘息アレルギー外来
- 嗜好品外来[7][8]
- もの忘れ外来
- 大動脈瘤セカンドオピニオン外来
- 肺悪性疾患セカンドオピニオン外来
- 音声外来[6]
- 糖尿病腎ケア外来[6]
- 移植後患者指導外来[6]
- 糖尿病足予防外来[6]

## 関連施設
- 戸田中央産院
- 戸田中央リハビリテーション病院
- 戸田中央 総合健康管理センター
- 戸田中央看護専門学校

## 交通機関

### 鉄道
- JR埼京線戸田公園駅東口から徒歩4分（中央病院通り[9]を真っ直ぐ）。

### バス
- 国際興業バス
  - 西川61・西川62：上戸田地域交流センターバス停下車後、徒歩2分

- 戸田市コミュニティバス『toco』
  - 喜沢循環/川岸循環：2・戸田中央総合病院バス停下車